# Iglesia de San Esteban Protomártir (Retana)
La iglesia de San Esteban Protomártir es un templo católico situado en el concejo de Retana, en el municipio español de Vitoria.

## Descripción

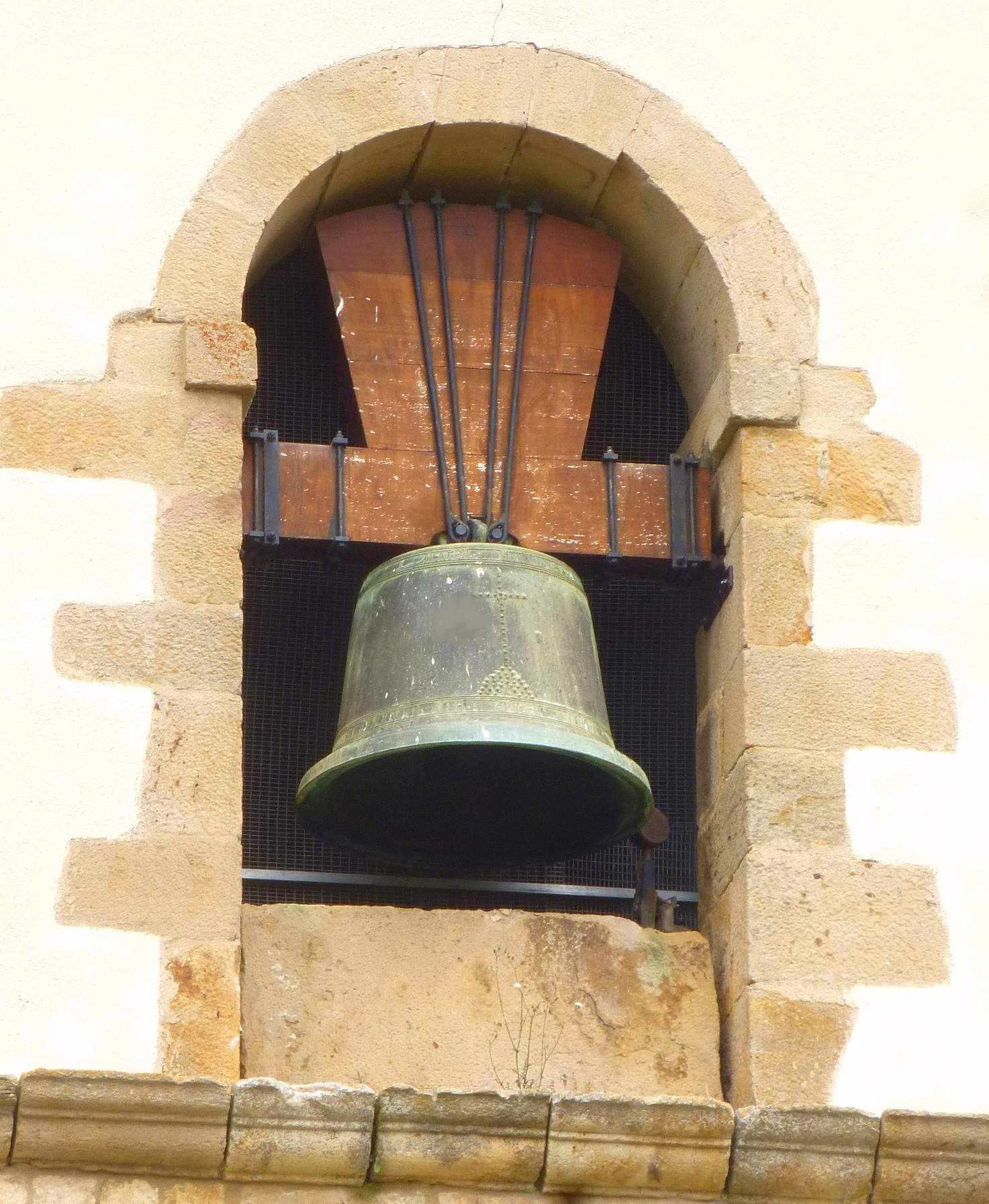
Detalle de la campana de la iglesia

El edificio se encuentra en el concejo alavés de Retana, en la comunidad autónoma del País Vasco. Se menciona como iglesia parroquial del lugar en el Diccionario geográfico-estadístico-histórico de España y sus posesiones de Ultramar de Pascual Madoz, donde se dice que a mediados del siglo XIX estaba «servida por un beneficiado». Décadas después, ya en el siglo XX, Vicente Vera y López vuelve a reseñarla en el tomo de la Geografía general del País Vasco-Navarro dedicado a Álava con las siguientes palabras: «Sin formar parroquia, tiene la iglesia de San Esteban y la ermita de San Andrés».
Los registros sacramentales de bautismos, matrimonios y decesos generados por la parroquia de San Esteban Protomártir desde el siglo XV hasta el final del XIX se conservan con los del resto de iglesias de la provincia en el Archivo Histórico Diocesano de Vitoria, donde pueden consultarse.